# 高永 (1974年)
高永（1974年7月—），男，汉族，河北乐亭人。1992年7月加入中国共产党，1997年7月参加工作。大学学历，经济学硕士学位，现任安阳市市长。

## 简历
1997年毕业于清华大学土木工程系建筑管理工程专业；
2019年4月，任自然资源部耕地保护监督司副司长；
2020年11月，任郑州市人民政府副市长；2021年2月，兼任郑东新区党工委书记，郑州中原科技城（郑东新区智慧岛大数据实验区）党工委书记；
2021年7月，任安阳市市长；